# Plan d'action
 (octobre 2018).
Si vous disposez d'ouvrages ou d'articles de référence ou si vous connaissez des sites web de qualité traitant du thème abordé ici, merci de compléter l'article en donnant les références utiles à sa vérifiabilité et en les liant à la section « Notes et références ».

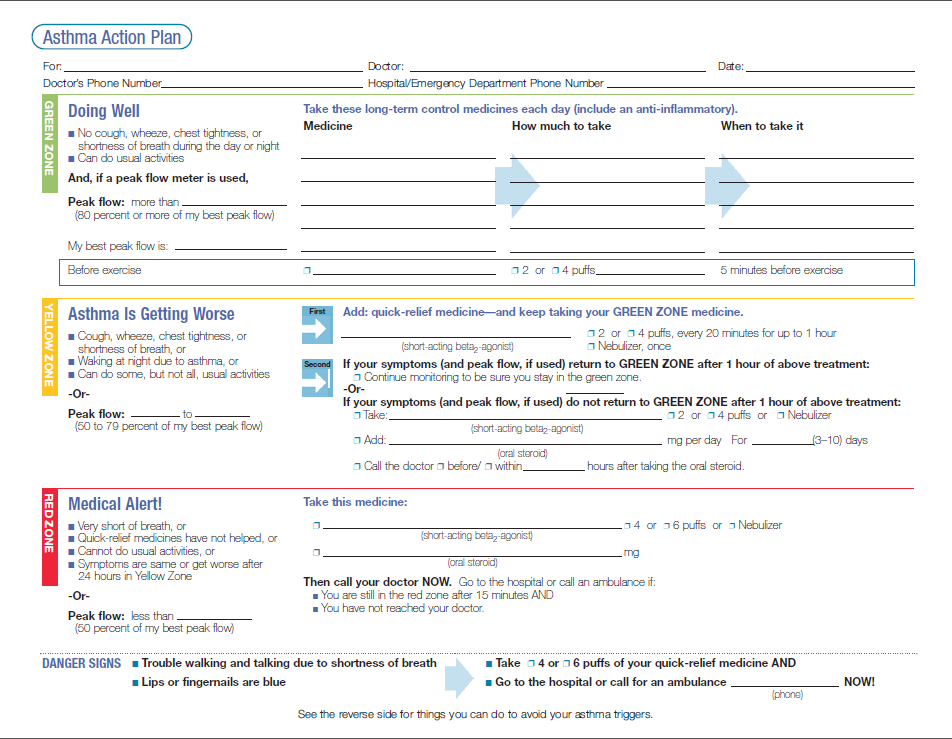
Exemple de plans d'action dans le domaine medicale

Un plan d'action est un ensemble de mesures, de tâches ou d'activités à entreprendre pour réaliser un projet. Ce plan est habituellement consigné dans un document décrivant les différentes étapes nécessaires à la réalisation du projet, les échéanciers et désignant un responsable des tâches ou des activités.
Le plan d'action fait habituellement suite à une prise de décision d'aller de l'avant sur un projet, normalement après l'établissement d'un diagnostic dans une situation donnée.
Les plans d'action sont notamment des outils au sein d'organisations et de politiques publiques.

## Principales conditions de réalisation
Selon le contexte, il peut être requis d'établir notamment :
- qui est le donneur d'ordre (décideur, mandataire) et à quel titre il le fait ;
- qui s'occupe de la supervision (à qui se rapporter, au besoin) ;
- qui sont les intervenants impliqués (fournisseurs, collaborateurs) dans la réalisation du plan ;
- quels sont les permis, licences ou autorisations requises pour accomplir les tâches ;
- qui validera les étapes de réalisation ;
- qui est le payeur et selon quelles modalités de rémunération ;
- qui assume les risques (accident, perte, vol, panne, échec) ;
- qui assume certaines charges (ex. : déplacement, approvisionnement de matériaux, fourniture d'outils) et quelles sont les modalités de paiement ou de remboursement des dépenses ;
- quel est l'environnement de réalisation du projet (lieu de travail, accès, circulation, sécurité, confidentialité, ramassage et traitement des déchets, entreposage) ;
- quelles sont les conditions de réalisation du projet (annonce anticipée, important contrat signé ou annulé, prêt obtenu) qui pourraient affecter son bon déroulement ;
- quelles sont les difficultés anticipées ou les principaux risques prévisibles, ainsi que les mesures préventives pour les éviter ou y remédier ;
- quel est le degré d'autonomie des intervenants afin d'évaluer, juger et prendre les décisions nécessaires (ex. : selon l'art du métier, selon les normes généralement reconnues, selon les instructions du donneur d'ordre...).

## Description
Un plan d'action intègre habituellement les éléments principaux suivants :
- mesures (activités, tâches et responsabilités) ;
- planification (calendrier, échéancier) ;
- manière d'accomplir la tâche ou l'activité (processus, procédé, autorisation requise, contraintes, instructions spéciales, organisation du travail, ordre de réalisation, sécurité, confidentialité, consultation, validation, risques...) ;
- ressources planifiées (humaines, financières et matérielles) ;
- reddition de compte (compte-rendu).

Le document établissant le plan d'action peut décrire en complément notamment le problème, l'urgence ou la nécessité d'agir, définir les objectifs à atteindre, établir les priorités (mesures existantes ou nouvelles) pour atteindre ces objectifs. Le plan d'action peut intégrer ou être accompagné d'un plan de suivi.

### Exécution
L'exécution du plan d'action doit être harmonisée, notamment avec les politiques de l'organisation, les normes généralement reconnues et les instructions reçues du donneur d'ordre. L'exécution du plan d'action devrait respecter les principes généraux suivants.
- Les étapes du plan d'action doivent être définies clairement, en évitant des orientations vagues et trop générales. Il faut aussi éviter les détails superflus ou inutiles.
- Responsabilité : une personne définie doit être désignée coordonnateur ou responsable pour organiser ou exécuter chaque étape du plan d'action, suivre les progrès, veiller à ce que les mesures soient prises en temps opportun. Il est requis de déterminer s'il s'agit d'une responsabilité de moyens ou de résultats.
- Ressources : pour chaque étape du plan d'action, il est requis de prévoir les ressources humaines, financières et matérielles qui sont autorisées.
- Communication : consigner l'avancement du projet au fur et à mesure, ou à des moments déterminés. Les personnes clés peuvent avoir besoin de comprendre l'état d'avancement du plan d'action afin de prendre les décisions requises selon l'évolution du projet.
- Date des jalons: date à laquelle chaque étape du plan d'action doit débuter.
- Date d'achèvement du projet.

## États
Exemples environnementaux :
- Agenda 21
- Liste de plans gouvernementaux
- Plan d'action pour la Méditerranée
- Plans d'action pour le milieu marin
- Plan de prévention du risque inondation
- Plan de protection de l'atmosphère

Exemples militaires :
- Plan d'action « réactivité » de l'OTAN
- Plan d'action européen de la défense

Autres exemples :
- Accord de Vienne sur le nucléaire iranien